# 2017 Wesson
2017 Wesson (A903 SC) là một tiểu hành tinh vành đai chính được phát hiện ngày 20 tháng 9 năm 1903 bởi M. Wolf ở Heidelberg.